# Villard-Sallet
Villard-Sallet ist eine französische Gemeinde mit 297 Einwohnern (Stand: 1. Januar 2022) im Département Savoie in der Region Auvergne-Rhône-Alpes (vor 2016 Rhône-Alpes). Sie liegt im Arrondissement Chambéry und dem Kanton Montmélian (bis 2015 La Rochette). 

## Lage
Villard-Sallet liegt etwa 24 Kilometer ostsüdöstlich von Chambéry. Umgeben wird Villard-Sallet von den Nachbargemeinden Saint-Pierre-de-Soucy im Norden und Westen, La Trinité im Norden und Nordosten, La Table im Osten, Rotherens im Süden und Südosten sowie La Croix-de-la-Rochette im Süden und Südwesten.

## Bevölkerungsentwicklung
| Jahr                       | 1962 | 1968 | 1975 | 1982 | 1990 | 1999 | 2006 | 2013 |
| -------------------------- | ---- | ---- | ---- | ---- | ---- | ---- | ---- | ---- |
| Einwohner                  | 181  | 193  | 191  | 202  | 217  | 225  | 205  | 278  |
| Quellen: Cassini und INSEE |      |      |      |      |      |      |      |      |

## Sehenswürdigkeiten
- Burgruine Montmayeur aus dem 12./13. Jahrhundert

## Weblinks

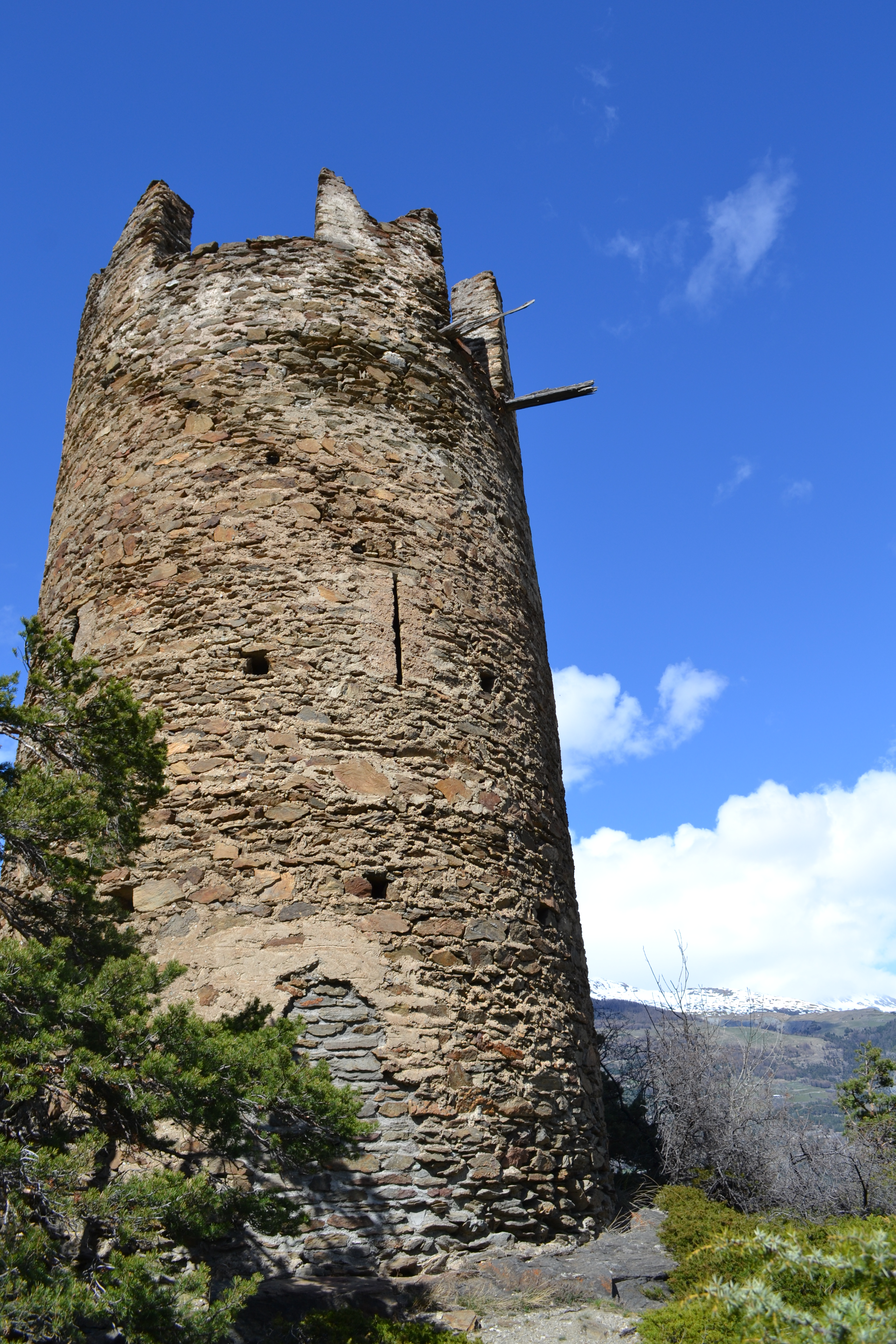
Reste der Burg Montmayeur